# Michael Roe
Michael Roe (ur. 8 sierpnia 1955 w Naas) – irlandzki kierowca wyścigowy.

## Kariera
Roe rozpoczął karierę w międzynarodowych wyścigach samochodowych w 1977 roku od goscinnych startów w Formule Ford 1600 BRDC, gdzie odniósł jedno zwycięstwo. W późniejszych latach Irlandczyk pojawiał się także w stawce Festiwalu Formuły Ford, Formuły 3 Radio Trent Trophy, II RAC FOCA Trophy, Europejskiej Formuły 3, Brytyjskiej Formuły 3, Can-Am, IMSA Camel GTO, IMSA Camel GTP Championship, FIA World Endurance Championship, Champ Car, All Japan Sports-Prototype Championship, World Sports-Prototype Championship oraz 24-godzinnego wyścigu Le Mans.